# Elbasan (præfektur)
Elbasan er et af Albaniens tolv præfekturer. Administrationscenteret er byen  Elbasan.  1. januar 2017 havde præfekturet 283.822 indbyggere.
Præfekturet består af kommunerne Belsh, Cërrik, Elbasan, Gramsh, Librazhd, Peqin og Prrenjas. Det dækker de tidligere distrikter Elbasan, Gramsh, Librazhd og Peqin.